# Веслування на байдарках і каное на Європейських іграх 2023 — каное-одиночки, 500 метрів (чоловіки)
Змагання з веслування на каное-одиночках на дистанції 500 м серед чоловіків на Європейських іграх 2023 відбулися 23 - 24 червня 2023 року. Участь взяли 18 спортсменів з 18 країн.

## Призери
| Золото             | Срібло                 | Бронза                     |
| Мартін Фукса Чехія | Кетелін Чиріле Румунія | Сергій Тарновський Молдова |

## Розклад
| Заїзд    | Дата      | Час   |
| -------- | --------- | ----- |
| Заїзд 1  | 23 червня | 10:49 |
| Заїзд 2  | 23 червня | 10:56 |
| Півфінал | 23 червня | 17:37 |
| Фінал    | 24 червня | 13:57 |

## Результати

### Заїзди
Перші три човни виходять до фіналу, наступні найкращі дев'ять човнів - потрапляють до півфіналу, інші - завершують змагання. 
| Місце | Доріжка | Каноїст            | Країна     | Час      | Примітки |
| ----- | ------- | ------------------ | ---------- | -------- | -------- |
| 1     | 5       | Мартін Фукса       | Чехія      | 1:48.470 | F        |
| 2     | 7       | Віктор Глазунов    | Польща     | 1:48.784 | F        |
| 3     | 6       | Ангел Кодінов      | Болгарія   | 1:50.571 | F        |
| 4     | 4       | Ніколае Крачун     | Італія     | 1:51.977 | SF       |
| 5     | 3       | Адрієн Бар         | Франція    | 1:53.224 | SF       |
| 6     | 2       | Генрікас Жюстаутас | Литва      | 1:55.204 | SF       |
| 7     | 1       | Йосеп Карлсон      | Естонія    | 1:56.458 | SF       |
| 8     | 9       | Манфред Паллінгер  | Австрія    | 1:56.671 | SF       |
| 9     | 8       | Мілан Дорнер       | Словаччина | 3:20.828 | x        |

| Місце | Доріжка | Каноїст               | Країна     | Час      | Примітки |
| ----- | ------- | --------------------- | ---------- | -------- | -------- |
| 1     | 4       | Кетелін Чиріле        | Румунія    | 1:49.007 | F        |
| 2     | 5       | Сергій Тарновський    | Молдова    | 1:49.050 | F        |
| 3     | 3       | Адріан Сьєро          | Іспанія    | 1:51.210 | F        |
| 4     | 6       | Тарас Мазовський      | Україна    | 1:51.430 | SF       |
| 5     | 7       | Адольф Балаж          | Угорщина   | 1:51.564 | SF       |
| 6     | 1       | Стефанос Дімопулос    | Греція     | 1:52.227 | SF       |
| 7     | 2       | Марко Апура           | Португалія | 1:58.054 | SF       |
| 8     | 8       | Станіславс Лесчінскіс | Латвія     | 1:59.148 | x        |
| 9     | 9       | Ресуль Айдин          | Туреччина  | 2:00.081 | x        |

### Півфінал[3]
Перші три човни виходять до фіналу, решта - завершують змагання.
| Місце | Доріжка | Каноїст            | Країна     | Час      | Примітки |
| ----- | ------- | ------------------ | ---------- | -------- | -------- |
| 1     | 6       | Адрієн Бар         | Франція    | 1:50.207 | F        |
| 2     | 3       | Адольф Балаж       | Угорщина   | 1:50.447 | F        |
| 3     | 5       | Ніколае Крачун     | Італія     | 1:50.539 | F        |
| 4     | 7       | Стефанос Дімопулос | Греція     | 1:51.359 | x        |
| 5     | 2       | Генрікас Жюстаутас | Литва      | 1:52.649 | x        |
| 6     | 4       | Тарас Мазовський   | Україна    | 1:53.313 | x        |
| 7     | 9       | Манфред Паллінгер  | Австрія    | 1:53.985 | x        |
| 8     | 1       | Марко Апура        | Португалія | 1:54.433 | x        |
| 9     | 8       | Йосеп Карлсон      | Естонія    | 1:55.869 | x        |

### Фінал[4]
| Місце | Доріжка | Каноїст            | Країна   | Час      | Примітки |
| ----- | ------- | ------------------ | -------- | -------- | -------- |
| 1     | 5       | Мартін Фукса       | Чехія    | 1:45.462 |          |
| 2     | 4       | Кетелін Чиріле     | Румунія  | 1:46.340 |          |
| 3     | 6       | Сергій Тарновський | Молдова  | 1:46.460 |          |
| 5     | 7       | Ангел Кодінов      | Болгарія | 1:46.952 |          |
| 4     | 3       | Віктор Глазунов    | Польща   | 1:46.676 |          |
| 6     | 2       | Адріан Сьєро       | Іспанія  | 1:47.344 |          |
| 7     | 1       | Адольф Балаж       | Угорщина | 1:48.264 |          |
| 8     | 9       | Ніколае Крачун     | Італія   | 1:48.800 |          |
| 9     | 8       | Адрієн Бар         | Франція  | 1:49.064 |          |